# Hymenaster modestus
Hymenaster modestus är en sjöstjärneart som beskrevs av Addison Emery Verrill 1885. Hymenaster modestus ingår i släktet Hymenaster och familjen knubbsjöstjärnor. Inga underarter finns listade i Catalogue of Life.